# Ambrosino
Ambrosino (in latino ambroxsinus), anche chiamato ambrogino o ambrogiano, è il nome delle monete coniate a Milano nel medioevo raffiguranti Sant'Ambrogio.

## Storia

### Premesse
Nella prima metà del XIII secolo la città di Milano esercitava tramite la Lega Lombarda una forte influenza verso i comuni della Val Padana e una sostanziale indipendenza dal Sacro Romano Impero di Federico II, contro il quale era in lotta. Le monete in circolazione a Milano in quel periodo erano il denaro terzolo, dal valore di mezzo denaro imperiale, il grosso da 8 denari terzoli e il grosso da 12 denari terzoli, equivalente a un soldo terzolo o 6 denari imperiali. Il grosso da 6 denari imperiali fu coniato su modello del grosso matapan veneziano, era in argento, aveva un peso di circa 2,1 g e sulla legenda del dritto riportava ancora il nome nell'imperatore Enrico VI. Questa moneta, seppur con diverse raffigurazioni, fu coniata con il medesimo valore intrinseco anche da alcune città della Lega Lombarda: Bergamo, Brescia, Como, Cremona e Piacenza (forse Asti).

### Ambrosino grosso
La crescente importanza di Milano a discapito delle altre città lombarde consentì al comune di emettere un nuova moneta d'argento, un grosso dal valore di 8 denari imperiali. Questa moneta fu menzionata per la prima volta in un documento del 1256 con il nome di ambrosino, in quanto per la prima volta furono eliminati i riferimenti al potere imperiale in favore di Sant'Ambrogio, patrono della città. L'ambrosino era costituito dalla stessa lega dei grossi, pesava circa 2,9 g contenendo circa il 968‰ di argento fino. L'ambrosino riscosse un grande successo, diventando una delle più diffuse nell'Italia settentrionale e ponendosi in diretta concorrenza con il grosso matapan, che era equivalente a 6 denari imperiali. L'ambrosino, anche detto ambrosino grosso, mantenne queste caratteristiche indicativamente fino alla fine del XIII secolo, periodo in cui il suo valore nominale fu aumentato da 8 a 10 denari.

### Ambrosino piccolo
Intorno al 1298 l'ambrosino grosso fu riformato mantenendo inalterato aspetto e valore nominale (10 denari), ma subendo un forte svalutazione siccome il peso diminuì fino a 2,1 g e anche la quantità di argento fu portata al 902‰, è quindi conosciuto anche come ambrosino piccolo. La riforma rese più conveniente la coniazione dell'ambrosino, che iniziò ad essere battuto anche nelle zecche di Piacenza, Pavia e Brescia.

### Ambrosino grandissimo
Fu oi coniato nel XIV secolo l'ambrosino grandissimo del valore di 4 soldi. Portava l'immagine di san Gervasio e san Protasio. Fu emesso nel 1311.
Anche durante la Repubblica Ambrosiana (1447-1450) fu coniato un grosso con questo nome dal peso di 2,3 grammi.

### L'ambrosino d'oro
L'ambrosino d'oro fu l'equivalente milanese del fiorino battuto dalla prima repubblica (1250-1310). Portava l'immagine di san Gervasio e san Protasio.
Oltre all'ambrosino furono coniati anche il Mezzo ambrosino. Al dritto era rappresentato Sant'Ambrogio e al rovescio la lettera M in stile gotico.
Un altro ambrosino d'oro fu emesso anche durante la Repubblica Ambrosiana del 1447-1450.

## Monete
| Moneta                | Valore nominale     | Anni di coniazione | Parametri tecnici | Parametri tecnici |
| Moneta                | Valore nominale     | Anni di coniazione | Peso              | Composizione      |
| --------------------- | ------------------- | ------------------ | ----------------- | ----------------- |
| Ambrogino grosso      | 8 denari imperiali  | 1256 – 1298        | 3,01 g            | Argento 968‰      |
| Ambrogino piccolo     | 8 denari imperiali  | 1298 – 1310        | 2,10 g            | Argento 905‰      |
| Ambrogino grandissimo | 12 denari imperiali | 1310 – 1313        | 1,89 g            | Argento 906‰      |